# Papežská akademie Cultorum Martyrum
Papežská akademie Cultorum Martyrum (italsky Pontificia accademia Cultorum martyrum) je jednou z 11 papežských akademií, které koordinuje Dikasterium pro kulturu a výchovu. Účelem Papežské akademie Cultorum Martyrum ve spolupráci s Dikasteriem pro bohoslužbu a svátosti je podporovat kult svatých mučedníků a rozšiřovat a prohlubovat přesné dějiny svědků víry a památek s nimi spojených od prvních staletí křesťanství.

## Historie
Papežskou akademii Cultorum Martyrum založili 2. února 1879 pod názvem „Collegium Cultorum Martyrum“ Mariano Armellini, Orazio Marucchi, Adolfo Hytreck a Enrico Stevenson, významní odborníci na církevní starověk.
Cílem Kolegia bylo podporovat kult mučedníků, a to jak liturgickými obřady, které v hřbitovních bazilikách sloužili kněží, tak konferencemi, které pořádal magistr Kolegia.
V roce 1995, po revizi a schválení nového statutu, ji papež Jan Pavel II. povýšil na papežskou akademii a zařadil ji mezi akademie koordinované Papežskou radou pro kulturu (pozdějším Dikasteriem pro kulturu). Znakem Akademie je Kristův monogram.

## Aktivity
Akademie pořádá každoročně nejméně dvě generální shromáždění, která se konají v Papežském institutu křesťanské archeologie (Pontificio Istituto di Archeologia Cristiana) a v jejím historickém sídle v Teutonské koleji ve Vatikánu.
Papežská akademie Cultorum Martyrum také sponzoruje v postní době konání stacionární liturgie, kterou obnovil Mons. Carlo Respighi, magistr akademie v letech 1931–1947.
Od té doby se papež účastní také první postní stacie, která se nyní obvykle koná na Popeleční středu v bazilice Santa Sabina all'Aventino.

## Organizace
V akademii jsou jak muži tak i ženy, tzv. sodales. Po dosažení věku 80 let se sodálové stávají emeritními. Sodalové, kteří jsou jmenovani kardinály nebo biskupy se stávají patrony.
Do úřadu je Magistr jmenovaný papežem „ad quinquennium“, tzn. že úřad se obnovuje každých pět let.
Magistr může po dohodě s představenstvem přidružit k Akademii při svatyních mučedníků další střediska.
Magistr je součástí Koordinační rady papežských akademií.